# Wümme
Wümme – rzeka w Niemczech w północnej Dolnej Saksonii i Bremie, stanowiąca – razem z Hamme – rzekę źródłową dla Lesum, prawego dopływu Wezery.
Wümme to również nazwa miejscowości przy drodze krajowej B75, przez którą przepływa rzeka Wümme (mniej więcej w połowie drogi pomiędzy Tostedt a Lauenbrück).

## Przebieg rzeki
Rzeka ma źródła na Pustaci Lüneburskiej na południe od Niederhaverbeck należącego do Bispingen. Ze wzgórza Wilseder Berg o wys. 169 m (najwyższego wzniesienia Pustaci Lüneburskiej) wypływa jeszcze jeden strumień Haverbeeke, który wpływa do Wümme 1,5 km od Niederhaverbeck. Stąd płynie na zachód przez Scheeßel i Rotenburg w kierunku północnej Bremy, gdzie łącząc się z rzeką Hamme tworzy Lesum, rzekę o długości 10 km wpadającą do Wezery od wschodu.
Całkowita długość rzeki wynosi 118 km (licząc razem z Lesum 128 km).

## Ochrona środowiska
Wümme jest na całej długości na terenach pod ochroną krajobrazową lub w rezerwatach ochrony przyrody. Jest obszarem objętym programem Natura 2000.

## Miejscowości nad Wümme
Nad Wümme leżą:
- Wesseloh
- Lauenbrück
- Scheeßel
- Rotenburg (Wümme)
- Hellwege
- Ottersberg
- Oyten
- Lilienthal
- Brema

## Dopływy Wümme
Najważniejsze dopływy Wümme:
(miejsce dopływu)
- Fintau (w Lauenbrück)
- Beeke (w Scheeßel)
- Veerse (w Veersebrücku koło Scheeßel)
- Rodau (w Rotenburgu (Wümme))
- Wiedau (w Rotenburgu (Wümme))
- Ahe (w Hellwege)
- Wieste (koło Ottersberg)
- Wörpe (koło Lilienthal)